# Saint-Justin, Landes
Saint-Justin (gaskonsko Sent Justin) je naselje in občina v francoskem departmaju Landes regije Akvitanije. Naselje je leta 2009 imelo 922 prebivalcev.

## Geografija
Kraj leži v pokrajini Gaskonji ob reki Douze, 25 km severovzhodno od Mont-de-Marsana.

## Uprava
Občina Saint-Justin skupaj s sosednjimi občinami Arue, Bourriot-Bergonce, Cachen, Labastide-d'Armagnac, Lencouacq, Maillas, Pouydesseaux, Retjons, Roquefort, Saint-Gor, Sarbazan in Vielle-Soubiran sestavlja kanton Roquefort s sedežem v Roquefortu. Kanton je sestavni del okrožja Mont-de-Marsan.

## Zgodovina
Naselbina je bila ustanovljena kot srednjeveška bastida pod viskonti Marsana in malteškimi vitezi s pooblastilom Plantagenetov leta 1280.

## Zanimivosti
- ostanki obzidja,
- cerkev sv. Andreja, Saint-Justin,
- cerkev sv. Andreja, Argelouse, iz 12. stoletja,
- cerkev sv. Martina, Saint-Martin-de-Noët, iz 14. stoletja,
- cerkev sv. Sernina, Douzevielle,
- neorenesančni grad Château de Fondat iz 17. stoletja.

- Sv. Andrej, Saint-Justin s stolpom templarjev
- Osmerokotni stolp z graščino Léon Dufour
- Sv. Sernin
- Sv. Martin
- Sv. Andrej, Argelouse
- Château de Fondat

## Promet
Saint-Justin se nahaja na križišču poti, državnih cest (Route nationale) RN 133, smer severovzhod (Bergerac) - jugozahod (Arnéguy, Saint-Jean-Pied-de-Port), in RN 626, smer severozahod (Mimizan-Plage, Mimizan) - jugovzhod (Ajac, Limoux).